# Inesquecível (canção)
"Inesquecível" é uma canção gravada pela cantora italiana Laura Pausini e lançada como primeiro single no Brasil do álbum Le Cose Che Vivi (1996), uma versão em português da canção "Incancellabile" lançada no mesmo álbum, com letra adaptada por Claudio Rabello. A dupla brasileira Sandy & Junior regravou a versão em português da canção um tempo depois e lançou como single do álbum Sonho Azul (1997).

## Informação da Canção
A letra original foi escrita por Cheope e a música foi composta por Giuseppe Carella, Fabrizio Baldoni e Gino De Stefani.
A canção também possui uma versão em língua espanhola intitulada "Inolvidable", adaptada por Badia, inserida no álbum Le cose che vivi/Las cosas que vives e lançada como primeiro single na Espanha e na América Latina.

## Videoclipes

### Video Oficial porLaura Pausini
O videoclipe de Incancellabile foi lançado em três versões: em italiano, espanhol e português, e suas gravações foram efetuadas no final de julho de 1996, sob a direção de Jaime De La Peña. Na Islândia foram filmadas cenas sobre a cratera de um vulcão adormecido na zona de Langisjor, na parte sul da ilha, e alternam entre filmagens terrestres e outras aéreas com helicóptero. Algumas cenas foram filmadas em Barcelona, na Espanha.
Em 1999, os videoclipes de Incancellabile e Inolvidable, foram inseridos no VHS Video Collection 93–99.

### Video Oficial porSandy & Junior
Mostra a dupla em uma mansão e perto a um bosque e outras partes uma mulher escrevendo a canção para dupla em uma agenda.

### Video para o "Seriado: Sandy & Junior"
Assim como outras canções da carreira da dupla, "Inesquecível" possui um videoclipe gravado para o seriado homônimo da dupla. O clipe que foi gravado em um palco improvisado no campo da escola CEMA, fez parte do episódio "Nesta Data Querida", da primeira temporada.

## Divulgação e outras versões
Incancellabile foi inserida também no álbum The Best of Laura Pausini: E ritorno da te e em versão live no DVD Live 2001–2002 World Tour e nos álbuns ao vivo Live in Paris 05,San Siro 2007,Laura Live World Tour 09,  e Laura Live Gira Mundial 09.
Inolvidable foi inserida também no álbum Lo Mejor de Laura Pausini: Volveré junto a ti  e em versão live no Live 2001–2002 World Tour.
Em 1996, Incancellabile  foi utilizada na trilha sonora da novela brasileira Salsa e Merengue.
Em 1997, a dupla Sandy & Junior regravou a versão Inesquecível, que foi inserida em seu 7º álbum intitulado Sonho Azul, e o cantor americano Frankie Negrón regravou Inolvidable em versão salsa, que foi inserida em seu álbum Con amor se gana.
1. ↑  Cantoras do Brasil: Sandy
2. ↑  Braulio Lorentz, Rodrigo Ortega (12 de julho de 2019). «Sandy e Junior, o legado: top 10 tem versões, brega romântico, letra polêmica e grunge mirim». Globo.com. G1. Consultado em 1 de agosto de 2019